# トリプトフォール
トリプトフォール は、インドール環の3位にエタノール基が結合した芳香族アルコール。

## 存在
- アフリカ睡眠病の原因寄生虫であるブルーストリパノソーマによって生産される[1][2]。
- アルコール依存症の治療薬である、抗酒剤のジスルフィラム投与により、肝臓にて生成する[1]。
- アルコール発酵の過程で、酵母により副産物として生産され、ワイン、ビールに少量含まれる[3][4][5]。
- カンジダ・アルビカンスによって生産される[6]。
- ヨーロッパアカマツの葉(針葉)や種子に含まれる[7][8]。
- 海綿の一種(en:Ircinia spiculosa)に含まれる[9]。

## 生理機能および生理作用

### クオラムセンシング
トリプトフォールはカンジダ・アルビカンスや出芽酵母においてクオラムセンシングを構成するオートインデューサーの一つであるとみられておりその詳細が研究されている。

### 睡眠
マウスなどの哺乳類にトリプトフォールを投与すると睡眠様の状態が誘導される。

## 類似物質
- トリプタミン - ヒドロキシ基をアミノ基に置換するとトリプタミンとなる。
- インドール酢酸 - エタノール基をアセチル基に置換すると植物ホルモンのオーキシンのひとつであるインドール酢酸となる。
- 5-methoxy-tryptophol、5-hydroxy-tryptophol - インドール環の5位にメトキシ基またはヒドロキシ基が付加した物質。脳の松果体より分泌される。